# Elysius carbonarius
Elysius carbonarius là một loài bướm đêm thuộc phân họ Arctiinae, họ Erebidae.